# Rhabdogaster xanthokelis
Rhabdogaster xanthokelis är en tvåvingeart som beskrevs av Jason Gilbert Hayden Londt 2006. Rhabdogaster xanthokelis ingår i släktet Rhabdogaster och familjen rovflugor. Inga underarter finns listade i Catalogue of Life.